# Enrico Bomba
Enrico Bomba (* 2. August 1922 in Amatrice, Provinz Rieti) ist ein italienischer Filmproduzent und -regisseur.

## Leben
Bomba war in verschiedenen Funktionen für die Produktionsfirmen Herald Pictures (ab 1949) und Fi.C.It. (von 1960 bis 1963) tätig; unter anderem produzierte er einige Kinofilme, die an den Kassen sehr erfolgreich waren. 1952 führte er erstmals Regie; sein im Jahr darauf begonnener Jezebel wurde nicht fertiggestellt. Einige weitere Male brachte er sich an Erfolgsfilmen orientierende Nachahmer-Werke in die Kinosäle; nach Beendigung seiner Produktions- und Regietätigkeit verzeichnet seine Werkliste noch zwei Drehbücher. Daneben war er als Synchronregisseur aktiv.
Bombas Künstlername lautete Henry Bay.
Bomba ist verheiratet mit der Bühnenschauspielerin und Synchronsprecherin Germana Dominici. Mit ihr hat er die Kinder Federica Bomba (* 1975) und Olivia „Lilli“ Manzini (* 1976), die ebenfalls Synchronsprecher und Schauspieler sind. Sein Schwiegervater ist der Schauspieler und Synchronsprecher Arturo Dominici.

## Filmografie (Auswahl)
- 1949: Se fossi deputato (Produzent)
- 1952: Prigioneri delle tenebre (Produzent, Regisseur)
- 1960: Robin Hood und die Piraten (Robin Hood e i pirati) (Produzent)
- 1961: Der Raub der Sabinerinnen (Il ratto delle Sabine) (Produzent)
- 1962: Das Todesauge von Ceylon
- 1975: L'ostaggio (Dialoge)